# Karl-Rudolf Hornberger
Karl-Rudolf Hornberger (27. července 1931 Bad Kreuznach – 16. srpna 2025) alias „de Hombes“ byl německý fotograf a básník s falckým dialektem z údolí Nahe na severním okraji Severofalcké pahorkatiny.

## Životopis
Karl-Rudolf Hornberger pochází ze střední třídy. Jeho otec, Karl Hornberger, byl německým rekordmanem a v mládí německým šampionem ve skoku dalekém. Později pracoval jako okresní správce a místní sportovní funkcionář. Oba rodiče pocházeli z dlouholetých rodin z Kreuznachu. Město bylo po celý jeho život centrem Hornbergerova života. Po škole nastoupil v roce 1946 do učňovské praxe v Kreissparkasse Bad Kreuznach, dnes Sparkasse Rhein-Nahe, a od roku 1948 v této instituci pracoval jako bankovní úředník. Fotografii se naučil jako samouk v raném věku a od roku 1960 pracoval na částečný úvazek jako nezávislý fotoreportér pro místní noviny Oeffentlicher Anzeiger a Allgemeine Zeitung. Specializoval se na sportovní a krajinářskou fotografii v regionu. V rámci své profesní činnosti v reklamním oddělení spořitelny se účastnil fotografických výstav doma i v zahraničí. V letech 1974 až 1990 navrhoval fotografickou sekci výročních zpráv Sparkasse a v letech 1981 až 2000 navrhoval místní kalendář institutu. Nakladatelství Sparkasse vydalo sérii tematických fotoknih z regionu, například „Ztracený okamžik“, „Květy vína – flóra na vinici“ a „Hrady a paláce na Rýnu a Nahe“.
Od začátku 90. let se jeho dialektové sloupky o životě a zážitcích v jeho rodném městě pravidelně objevovaly v místních novinách pod názvem „Em Hombes in die Fiiß gelaaf“ (Em Hombes in die Fiiß gelaaf). Po odchodu do důchodu začal v roce 1994 vydávat svá díla sám. Krátké epizody psané v dialektu se vyznačují humorem a bystrým pozorováním. Je také autorem dialektové hry „Vum Bankert zum Banker“ (Od bankéře k bankéři), kterou Ulrike Neradt přeložila do rheingauské dolnoněmčiny a kterou několikrát uvedla rheingauská dialektová skupina „Die Schlappmäulcher“.
Hornberger ovdověl a žil v Bad Kreuznachu. Zemřel v srpnu 2025 ve věku 94 let.

## Ocenění
- 1991 „Schambes-Klappergässer[5] – Cena za místní dialekt“ od „Veřejného inzerenta“[1]
- Kulturní cena města Bad Kreuznach za rok 2013 (zvláštní cena společně s Maritou Peil) [1]

## Příběhy a glosy
- "De Blooßaasch", Bad Kreuznach 1994
- „Schlechder Gässjesbankert“, Bad Kreuznach 1995
- "Vumm Bankert zum Banker", Bad Kreuznach 1996
- “Em Hombes gelaaf in die Fiiß”, Bad Kreuznach 1994
- "Es Blooforze Dicker", Bad Kreuznach 2001
- „To je to, co se mi opravdu dotýká srdce!“, Bad Kreuznach 2004
- „Náš Oba jezdí po Nahedaal Modorrad“, Bad Kreuznach 2006
- „To můžeš říct babičce,“ Bad Kreuznach 2010
- „Di letschde Ferz hřeší na ztrátu míče“, Bad Kreuznach 2012
- "De Siwwesinnich", Bad Kreuznach 2014
- „Pohádkový vum Hombes“, Bad Kreuznach 2015

Všechny jeho knihy byly vydány vlastním nákladem. Řada prozaických děl byla publikována v „Oeffentlichen Anzeiger“, „Allgemeine Zeitung“ a v pamětních publikacích.

## Fotoknihy
- Clemens Schneider/Rudolf Hornberger: „Ztracený okamžik – Lyrické obrazy a básně“, Bad Kreuznach 1982
- Eduard Gamper/Rudolf Hornberger: Bad Kreuznach a okolí na raných fotografiích (1877–1930) od Nelli Schmidthalsové, Bad Kreuznach 1985
- Rudolf Hornberger: „V malém, jasném potůčku – potoky a řeky v Nahellandu“, Bad Kreuznach 1987
- Rudolf Hornberger/Alfred Blaufuß: „Květy vinné révy – flóra na vinici“, Bad Kreuznach 1991
- Karl-Rudolf-Hornberger/Werner Vogt: Hrady a paláce na Rýnu a Nahe, Bad Kreuznach 1993